# Elezioni parlamentari in Grecia del 1946
Le elezioni parlamentari in Grecia del 1946 si tennero il 31 marzo.

## Risultati
| Liste                                        | Voti      | %     | Seggi |
| -------------------------------------------- | --------- | ----- | ----- |
| Schieramento Unito dei Nazionalisti          | 610 995   | 55,12 | 206   |
| Unione Politica Nazionale                    | 213 721   | 19,28 | 68    |
| Partito dei Liberali                         | 159 525   | 14,39 | 48    |
| Partito Nazionale di Grecia                  | 66 027    | 5,96  | 20    |
| Unione dei Nazionalisti                      | 32 538    | 2,94  | 9     |
| Unione dei Partiti Agrari                    | 7 447     | 0,67  | 1     |
| Partito X                                    | 1 848     | 0,17  | –     |
| Partito Cittadino e Agricolo                 | 1 114     | 0,10  | –     |
| Raggruppamento dei Greci Cristiano-Ortodossi | 298       | 0,03  | –     |
| Partito Patriottico dei Riservisti           | 63        | 0,01  | –     |
| Partito per l'Unione Nazionale               | 15        | 0,00  | –     |
| Partito Socialista                           | 13        | 0,00  | –     |
| Indipendenti                                 | 12 036    | 1,09  | 2     |
| Candidati isolati                            | 2 833     | 0,26  | –     |
| Totale                                       | 1 108 473 | 100   | 354   |